# ووسکرسنسکویه (شهرستان زیلایرسکی، باشقیرستان)
ووسکرسنسکویه (انگلیسی: Voskresenskoye, Zilairsky District, Republic of Bashkortostan) یک شهرک در شهرستان زیلایرسکی استان باشقیرستان کشور روسیه است.